# Roses dans un verre à champagne
Roses dans un verre à champagne est une petite peinture à l'huile sur toile de 31 × 24 cm réalisée en 1882 par Manet et conservée à la Collection Burrell de Glasgow.

## Description
Manet à la fin de sa vie est rongé par la maladie, ne pouvant plus composer de grandes toiles. Il peint donc nombre de petites natures mortes de fleurs ou de fruits, au soir de sa vie. Celle-ci représente sur un fond monochrome brunâtre une flûte à champagne comprenant une rose jaune au premier plan devant une rose d'un rouge orangé. La rose jaune capte toute la lumière dans un ton froid.

## Historique
À l'époque de la composition de cette œuvre, il existait en France encore peu de roses hybrides de thé (comme le montre sa forme) de couleur jaune vif ; ils descendaient pour la plupart des succès d'alors 'Maréchal Niel ou 'Gloire de Dijon'.
Manet fait don de cette toile à l'un de ses modèles préférés, Méry Laurent (1849-1900).

## Expositions
Cette nature morte a été exposée à Marseille au musée Cantini de mai à septembre 2018 dans le cadre de l'exposition Chefs-d’œuvre réalistes et impressionnistes de la collection Burrell.